# Effet Cotton-Mouton
En optique physique, l'effet Cotton-Mouton est la biréfringence dans un liquide en présence d'un champ magnétique transverse constant. Il s'agit d'un effet semblable à l'effet Voigt (en) mais plus fort (pour celui-ci, le milieu ambiant est un gaz au lieu d'un liquide). Le phénomène électrique analogue est l'effet Kerr.
Cet effet a été découvert en 1905 par Aimé Cotton et Henri Mouton, qui travaillaient en collaboration et ont publié leur découverte dans les Comptes rendus de l'Académie des sciences,.
Lorsqu'une onde polarisée linéairement se propage perpendiculairement à un champ magnétique (par exemple dans un plasma magnétisé), elle peut devenir elliptisée. Comme une onde polarisée linéairement est une combinaison de modes X et O en phase, et comme les ondes X et O se propagent avec des vitesses de phase différentes, il se produit une elliptisation du faisceau émergent. Au fur et à mesure que les ondes se propagent, la différence de phase (δ) entre les champs électriques EX et EO augmente.